# ليتشوورث
ليتشوورث غاردن سيتي، المعروفة باسم ليتشوورث، هي مدينة في مقاطعة هيرتفوردشاير، إنجلترا، ويبلغ عدد سكانها 33600 نسمة. وهي رعية مدنية سابقا.

## نبذة
اسم المدينة مأخوذ من إحدى القرى الثلاث التي أحاطت بها (الاثنتان الأخريان هما ويليان ونورتون) تم شراء الأرض المستخدمة من قبل الكويكرز الذين كانوا يعتزمون زراعة المنطقة وبناء مجتمع كويكرز.
في المدينة خط حديدي يربطها بلندن، وفيها مركز خاص لعلاج الامراض الهضمية بزراعة الخروج.